# 群の生成系
抽象代数学において、群の生成系、生成集合 (generating set of a group) は部分集合であって群のすべての元が（群演算のもとで）その部分集合の有限個の元とそれらの逆元の結合として表現できるものである。
言い換えると、S が群 G の部分集合であれば、<S>、S で生成される部分群 (subgroup generated by S)、は S のすべての元を含む G の最小の部分群である、すなわち S のすべての元を含む部分群すべてに渡る共通部分である。同じことだが、<S> は S の元とそれらの逆元の有限積として書ける G のすべての元からなる部分群である。
{\displaystyle \langle S\rangle =\{\,s_{1}^{e_{1}}\dotsb s_{n}^{e_{n}}\in G\mid n\in \mathbb {N} ,\ s_{i}\in S,\ e_{i}=\pm 1\,\}}
G = <S> であれば、S は G を生成する (generate) といい、S の元は生成元 (generator) や群の生成元 (group generator) と呼ばれる。S が空集合であれば、<S> は自明群 {e} である、なぜならば空積を単位元と考えるからである。
S にたった1つの元 x しかなければ、<S> は通常 <x> と書かれる。この場合、<x> は x のベキからなる巡回部分群 (cyclic subgroup) であり、巡回群で、この群は x によって生成されるという。元 x が群を生成すると言うことと同値なことは <x> が群全体と等しいと言うことである。有限群に対しては、x が位数 |G| をもつと言っても同値である。

## 有限生成群
S が有限であれば、群 G = <S> は有限生成 (finitely generated) と呼ばれる。有限生成アーベル群の構造はとくに容易に記述される。有限生成群に対して正しい多くの定理は一般の群に対しては成り立たない。有限群が部分集合 S によって生成されれば群の各元は群の位数以下の長さのアルファベット S からの語として表現できるということが証明されている。
すべての有限群は <G> = G なので有限生成である。整数全体のなす加法群は 1 と -1 どちらにもよって有限生成な無限群の例であるが、有理数全体のなす加法群は有限生成ではありえない。非可算群は決して有限生成でない。
同じ群の異なる部分集合が生成部分集合になることがある。例えば、p と q が整数で gcd(p, q) = 1 であれば、{p, q} もまた（ベズーの等式によって）整数全体のなす加法群を生成する。
有限生成群のすべての商は有限生成であるということは正しい（単純に生成元の商における像をとればよい）が、有限生成群の部分群は有限生成である必要はない。例えば、G を2つの生成元 x と y による自由群とし（これは明らかに有限生成である、なぜならば G = <{x,y}>）、S を n を自然数として ynxy−n の形の G のすべての元からなる部分集合とする。<S> は明らかに可算生成の自由群に同型であるので、有限生成ではありえない。しかしながら、有限生成アーベル群のすべての部分群はそれ自身有限生成である。実は、より強いことが言える。すべての有限生成群からなるクラスは拡大の下で閉じている。これを見るためには、（有限生成）正規部分群と商の生成集合をとれ。すると正規部分群の生成元は商の生成元の原像とともに、群を生成する。

## 自由群
集合 S で生成される最も一般的な群は S によって自由的に生成される (freely generated) 群である。S によって生成されるすべての群はこの群の商に同型であり、群の表示 の表現において役立つ特徴である。

## フラッティーニ部分群
生成元と関連する話題には非生成元 (non-generator) に関するものがある。群 G の元 x は、G を生成する x を含むすべての集合 S が x を S から除いてもなお G を生成するならば、非生成元である。整数全体のなす加法群において、唯一の非生成元は 0 である。すべての非生成元からなる集合は G の部分群、フラッティーニ部分群をなす。

## 例
単元群 U(Z9) は mod 9 の積の下で 9 と互いに素なすべての整数からなる群である (U9 = {1, 2, 4, 5, 7, 8})。ここではすべての算術は 9 を法としてされる。7 は U(Z9) の生成元ではない、なぜならば
{\displaystyle \{7^{i}{\bmod {9}}\ |\ i\in \mathbb {N} \}=\{7,4,1\}.}
一方 2 は生成元である、なぜならば：
{\displaystyle \{2^{i}{\bmod {9}}\ |\ i\in \mathbb {N} \}=\{2,4,8,7,5,1\}.}
他方、 n > 2 に対して、n 次対称群は巡回群でないので、どんな 1 つの元によっても生成されない。しかしながら、それは2つの置換 (1 2) と (1 2 3 ... n) によって生成される。例えば、S3 に対して、
e = (1 2)(1 2)
(1 2) = (1 2)
(2 3) = (1 2)(1 2 3)
(1 3) = (1 2 3)(1 2)
(1 2 3) = (1 2 3)
(1 3 2) = (1 2)(1 2 3)(1 2)
無限群が有限の生成集合をもつことがある。整数全体のなす加法群は 1 を生成集合としてもつ。元 2 は生成集合ではない、なぜならば奇数がいないからだ。2元部分集合 {3, 5} は生成集合である、なぜならば (−5) + 3 + 3 = 1 だからである（実は、互いに素な数の任意のペアはベズーの等式の結果として生成集合である）。